# Cortodera femorata
Cortodera femorata là một loài bọ cánh cứng trong họ Cerambycidae.

## Hình ảnh

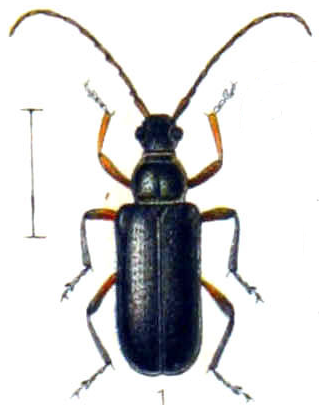